# Phyllidiella
Genre
Phyllidiella est un genre de mollusques nudibranches de la famille  des Phyllidiidae.

## Liste des espèces
Selon World Register of Marine Species (27 août 2014) :
- Phyllidiella annulata (Gray, 1853)
- Phyllidiella backeljaui Dominguez, Quintas & Troncoso, 2007
- Phyllidiella cooraburrama Brunckhorst, 1993
- Phyllidiella granulata Brunckhorst, 1993
- Phyllidiella hageni Fahrner & Beck, 2000
- Phyllidiella lizae Brunckhorst, 1993
- Phyllidiella meandrina (Pruvot-Fol, 1957)
- Phyllidiella molaensis (Meyer, 1977)
- Phyllidiella nigra (van Hasselt, 1824)
- Phyllidiella pustulosa (Cuvier, 1804)
- Phyllidiella rosans (Bergh, 1873)
- Phyllidiella rudmani Brunckhorst, 1993
- Phyllidiella striata (Bergh, 1889)
- Phyllidiella zeylanica (Kelaart, 1859)

## Galerie

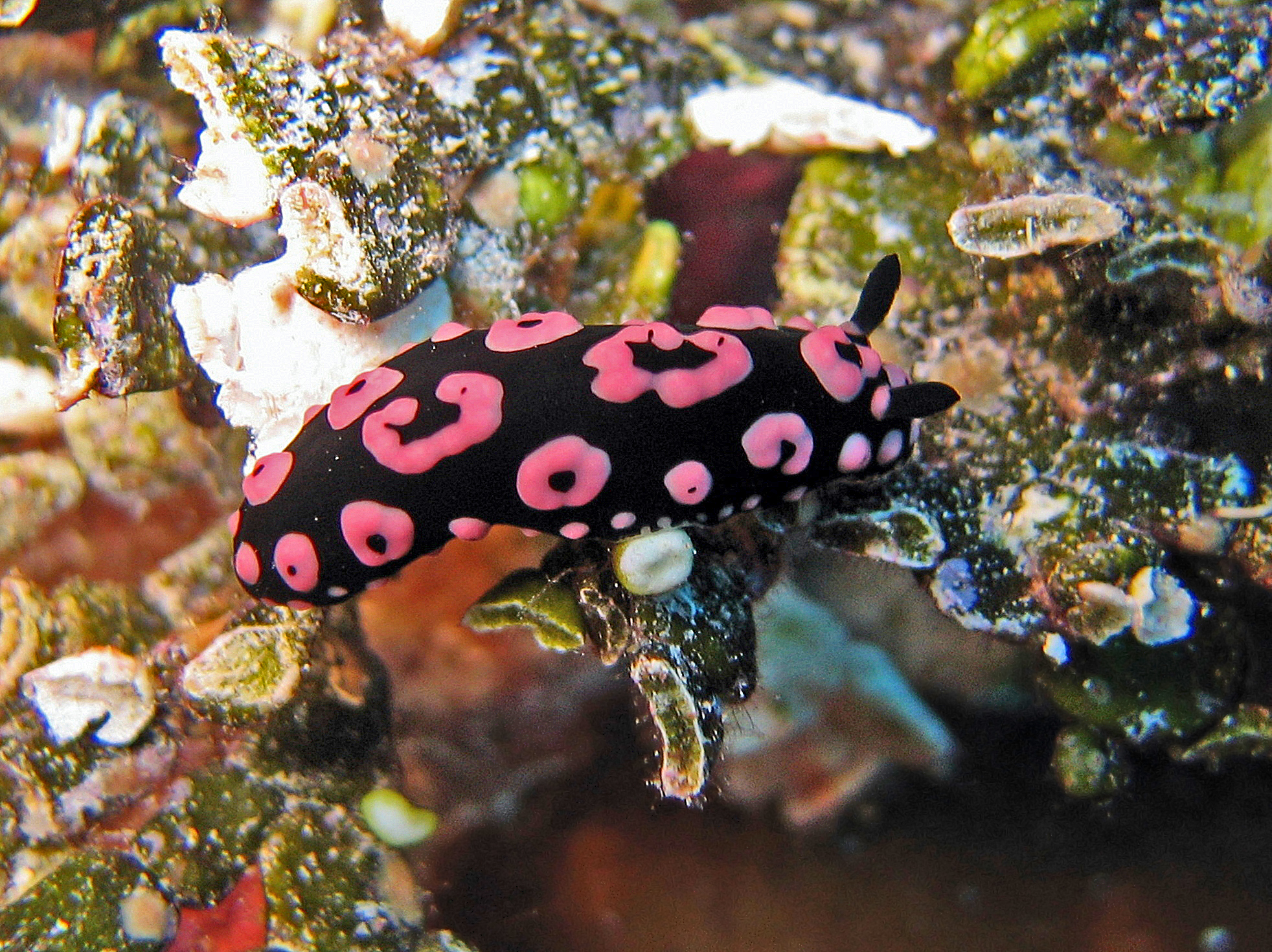
Phyllidiella annulata.
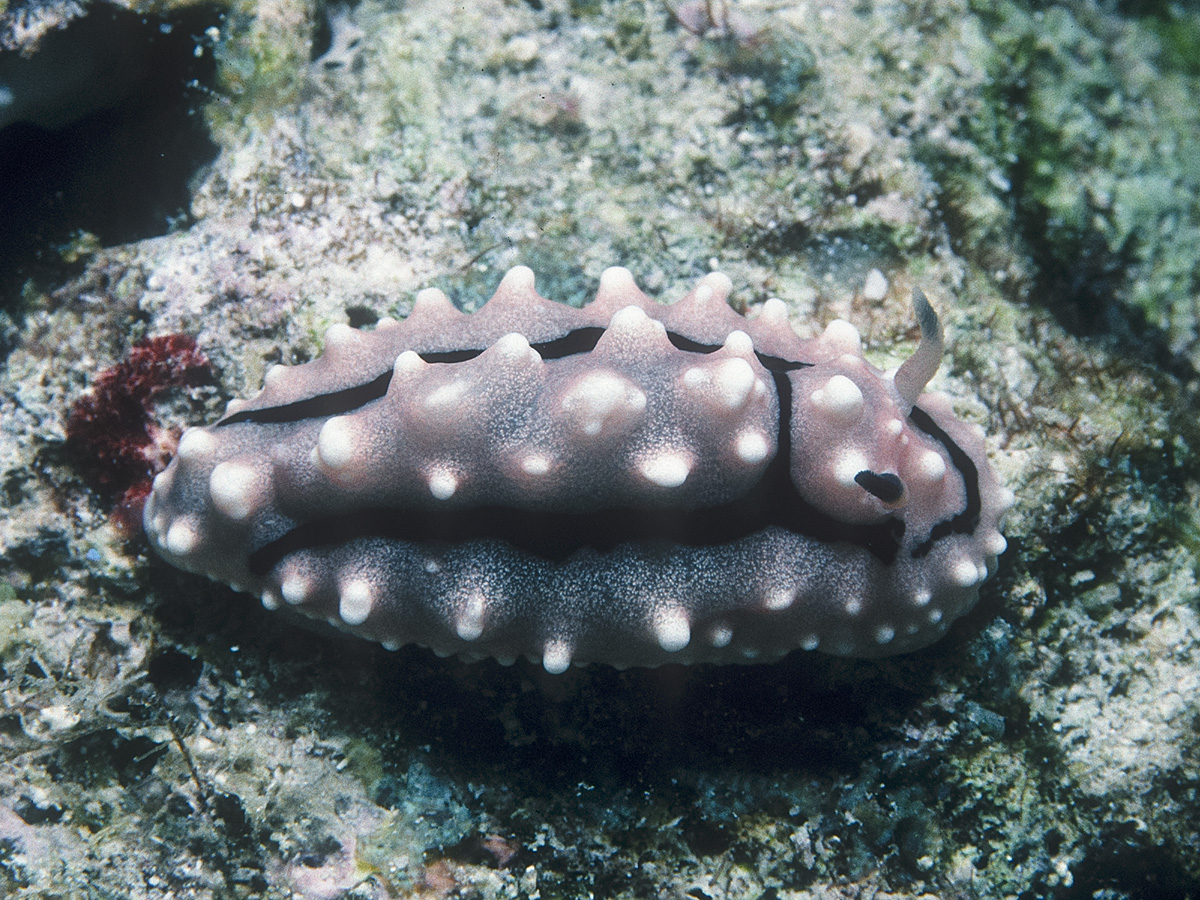
Phyllidiella granulata.
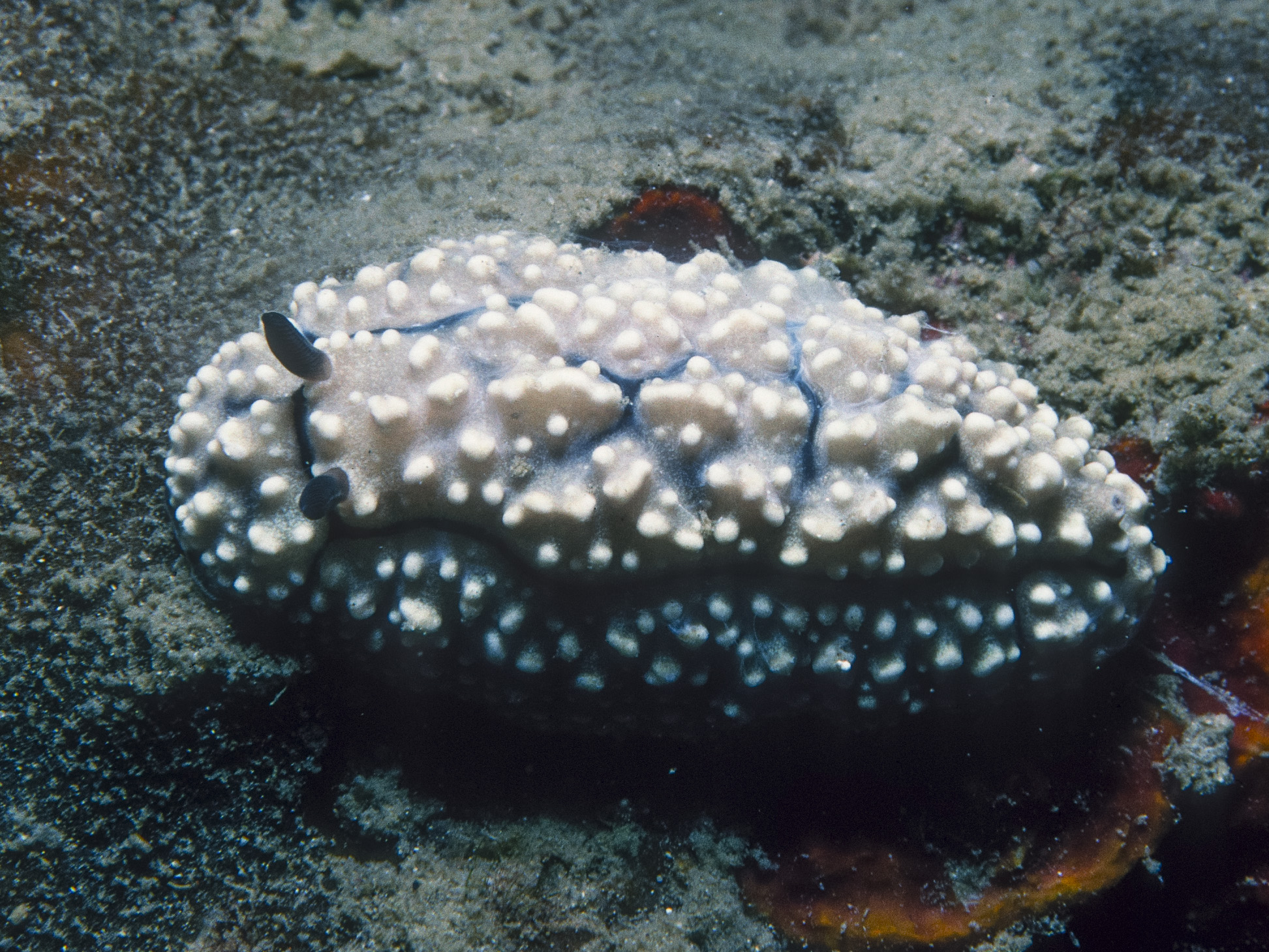
Phyllidiella hageni.
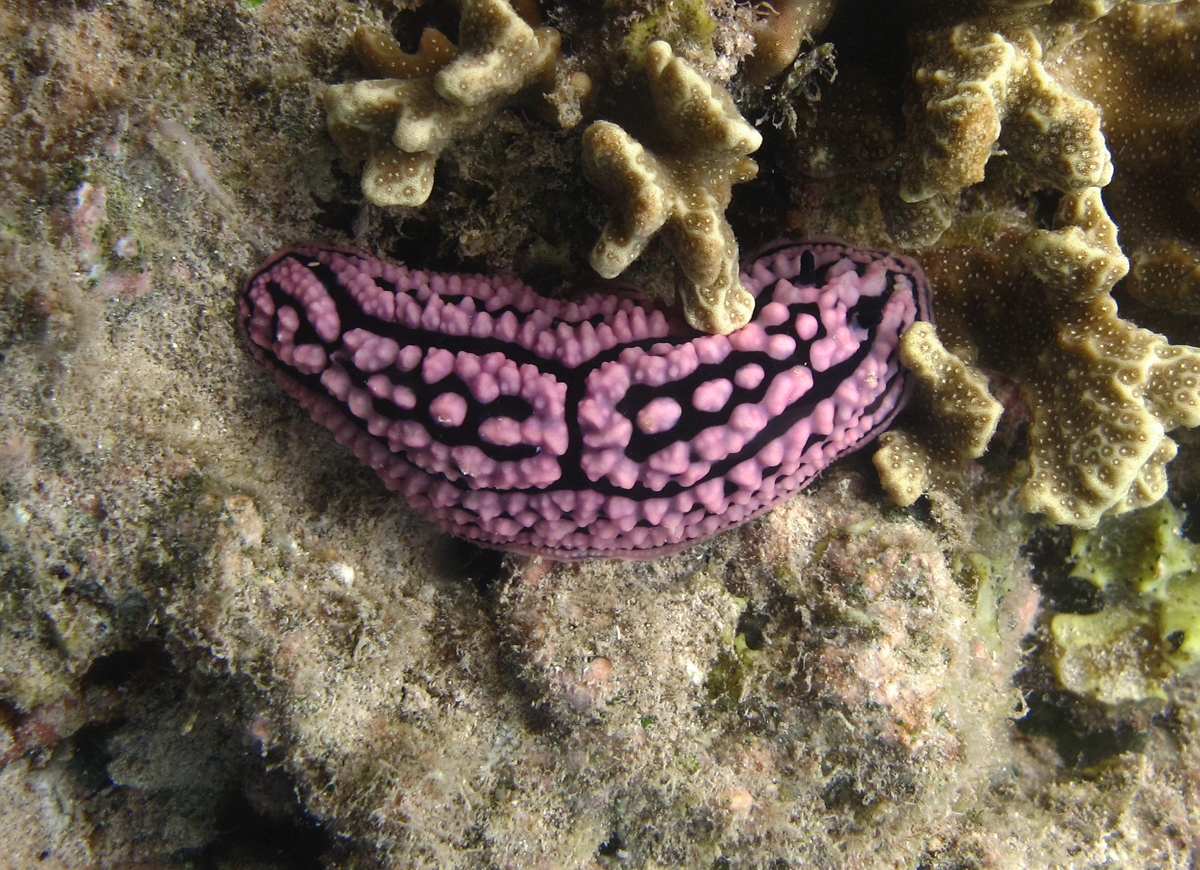
Phyllidiella meandrina.
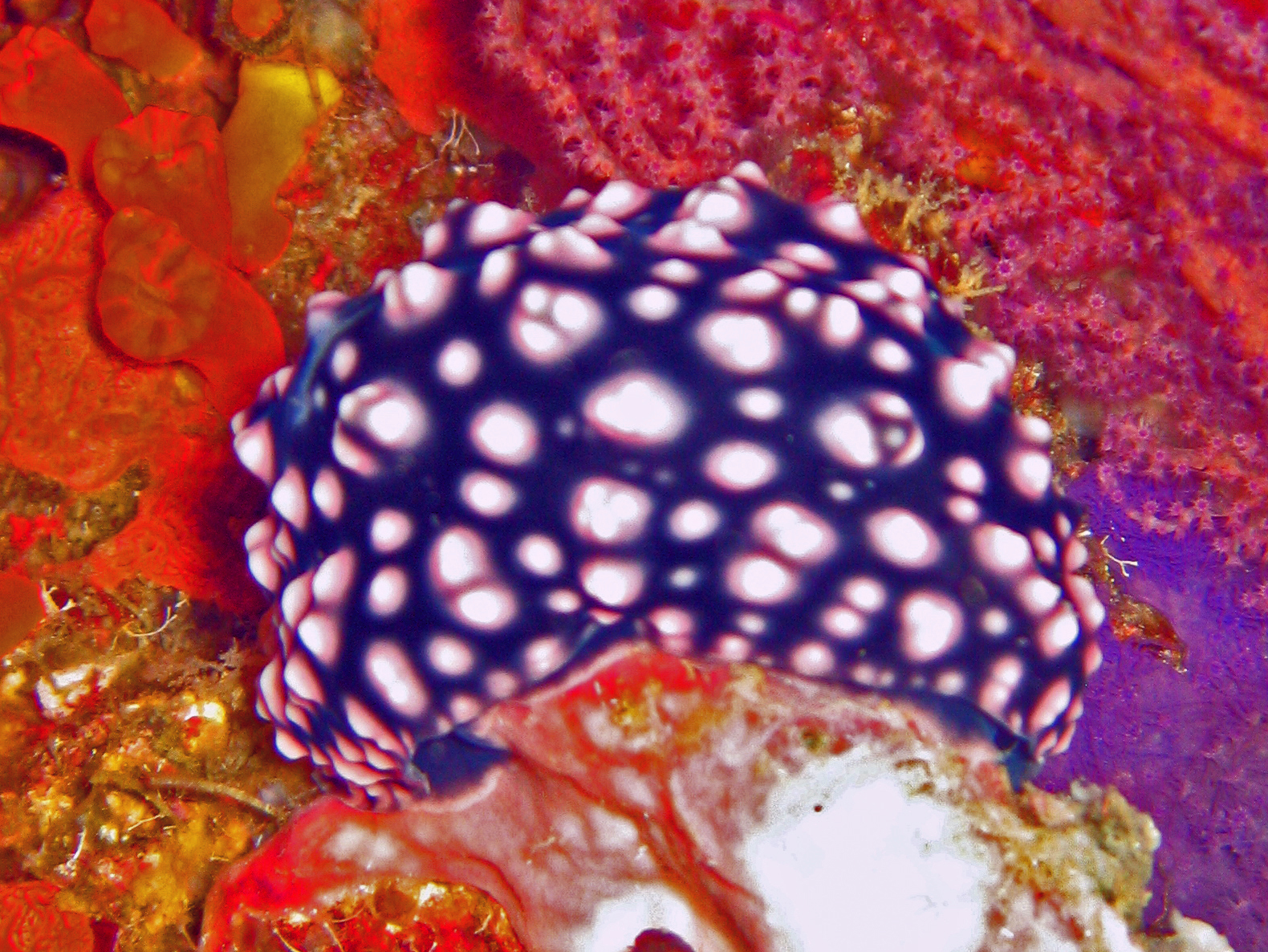
Phyllidiella nigra.
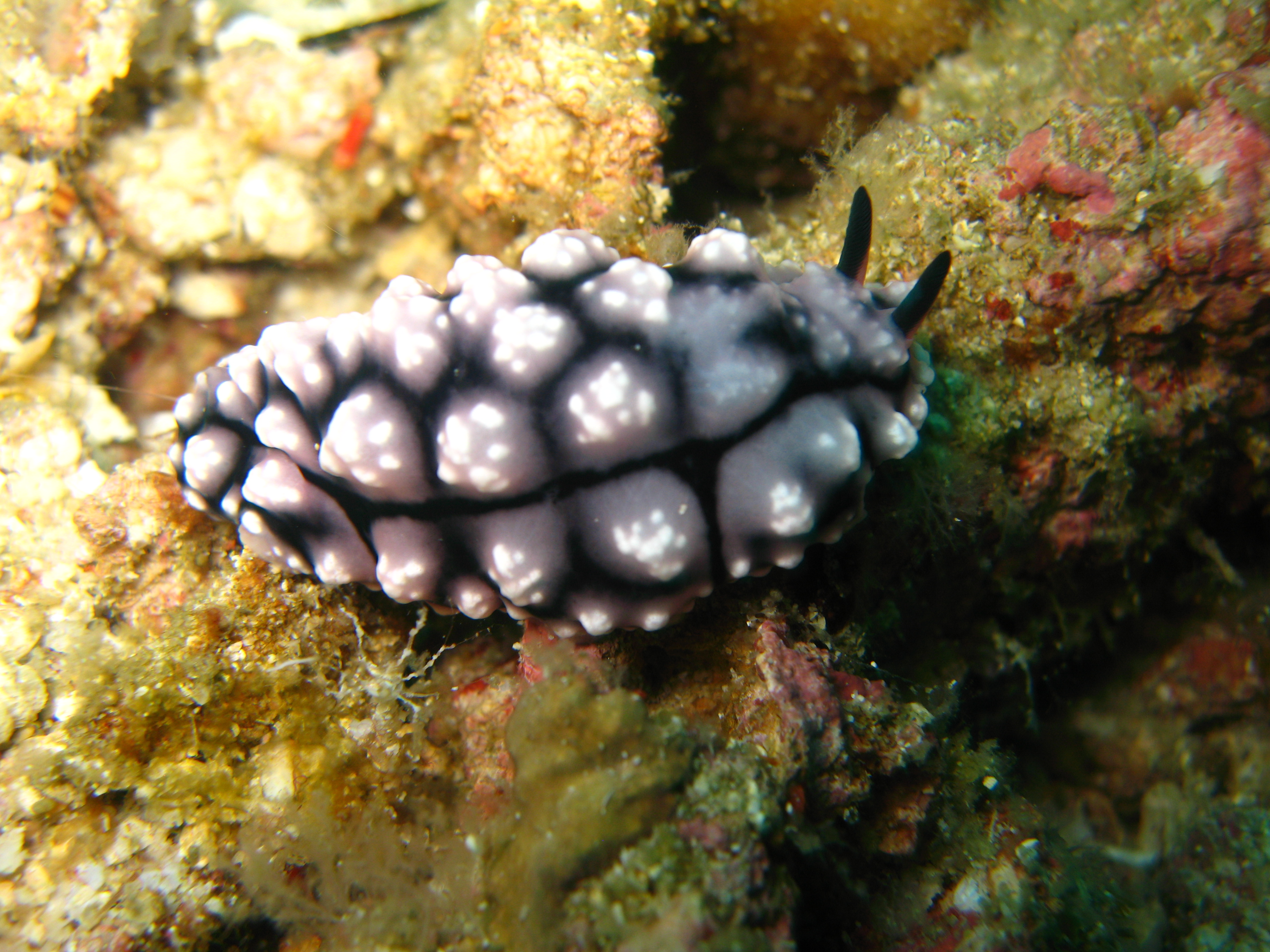
Phyllidiella pustulosa.
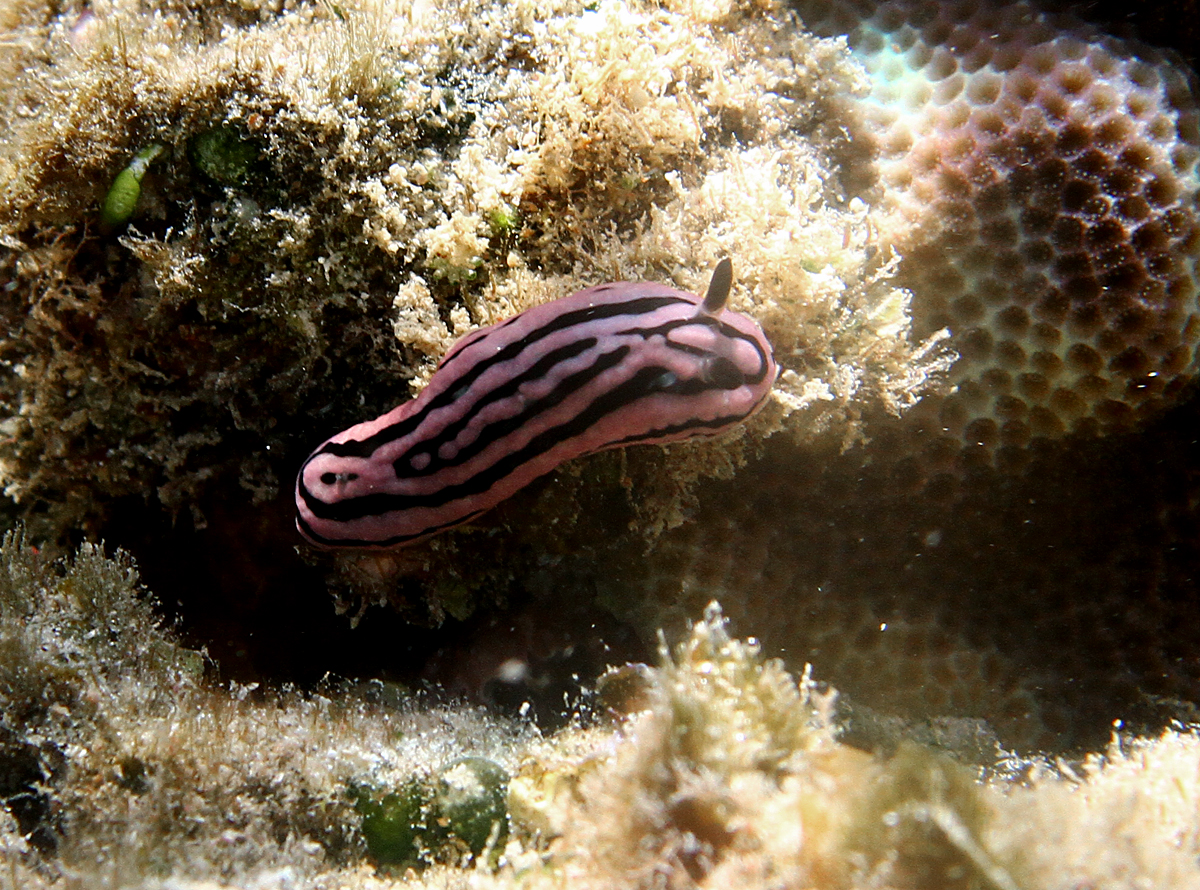
Phyllidiella rosans.
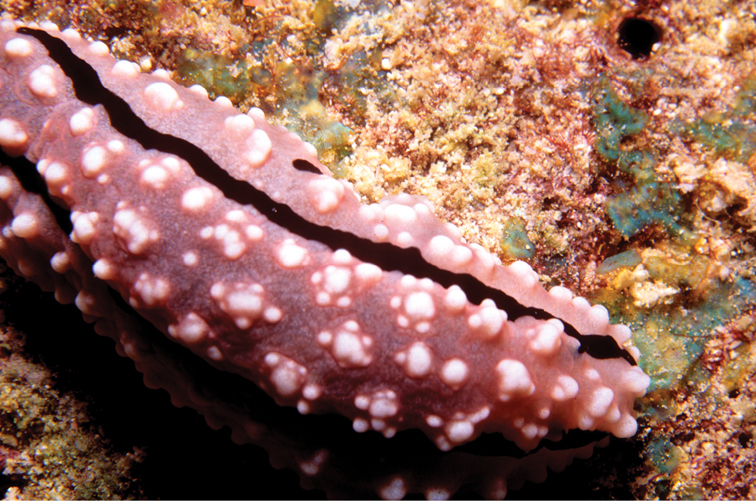
Phyllidiella rudmani.
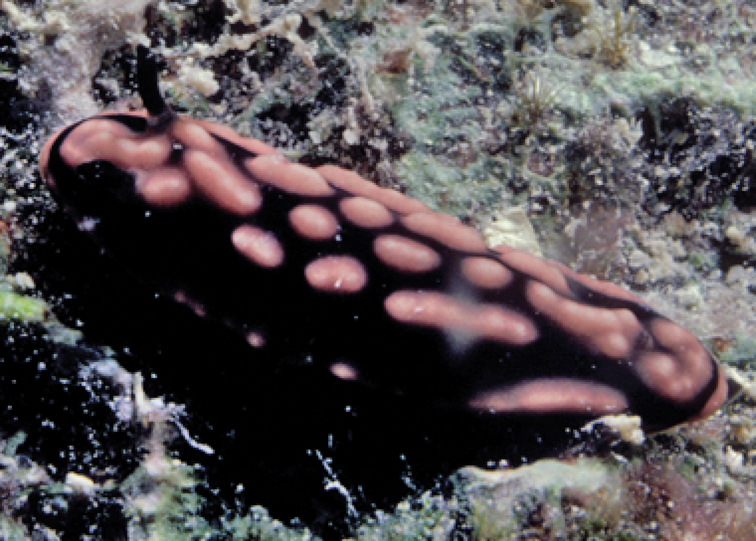
Phyllidiella striata.
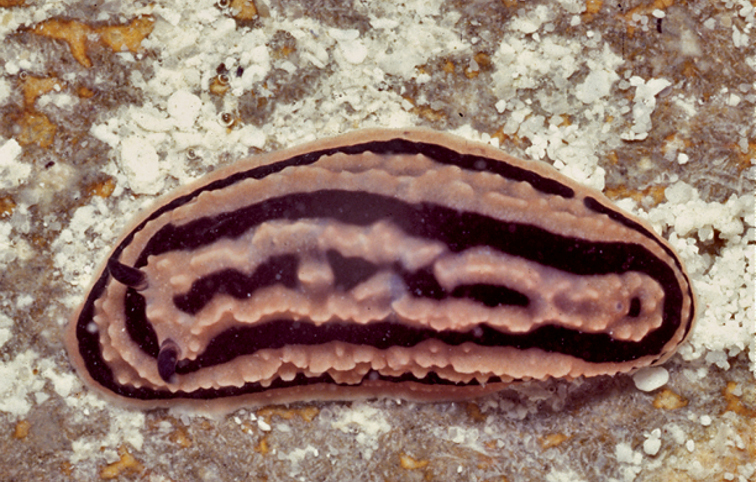
Phyllidiella zeylanica.